# Destruction (album)
Destruction – minialbum niemieckiego zespołu thrash metalowego Destruction wydany 26 lutego 1994 roku. 
Jest drugie wydawnictwo zespołu po albumie studyjnym Cracked Brain z okresu działalności zespołu określanego jako „Neo-Destruction” (okres bez Schmiera). Zespół wykrzekł się tych wydawnictw i nie są one obecnie zaliczane do oficjalnej części dyskografii zespołu.

## Lista utworów
| Nr | Tytuł utworu              | Długość |
| -- | ------------------------- | ------- |
| 1. | „Decisions”               | 3:55    |
| 2. | „I Kill Children”         | 4:40    |
| 3. | „Things of No Importance” | 4:23    |
| 4. | „Smile”                   | 5:06    |
| 5. | „(bez tytułu)”            | 2:54    |
|    |                           | 20:58   |

## Skład
- Thomas Rosenmerkel – wokal
- Mike Sifringer – gitara
- Michael Piranio – gitara
- Christian Englern – gitara basowa
- Olly Kaiser – perkusja